# Virgilio Zapatero
Virgilio Zapatero Gómez (Cisneros, 26 de junio de 1946) es un jurista y político español. Militante del Partido Socialista Obrero Español (PSOE), fue ministro de Relaciones con las Cortes y de la Secretaría del Gobierno entre 1986 y 1993 en el segundo y en el tercer gabinete de Felipe González. También ha desempeñado la cátedra universitaria de Filosofía del Derecho en la Universidad de Alcalá. Fue vicepresidente de CajaMadrid cuando la entidad acabó necesitando el mayor rescate bancario y fue condenado por gastar en asuntos personales casi 36.000 euros con una black card de la entidad.

## Biografía
Nació el 26 de junio de 1946 en Cisneros, provincia de Palencia. Doctor en Derecho por la Universidad Complutense de Madrid, inició su carrera profesional junto a Elías Díaz y Gregorio Peces-Barba. Amplió estudios en Francia y Alemania. Ha ejercido durante tres décadas la docencia como catedrático de Filosofía del Derecho, Moral y Política (en la Universidad de Alcalá en 1999).

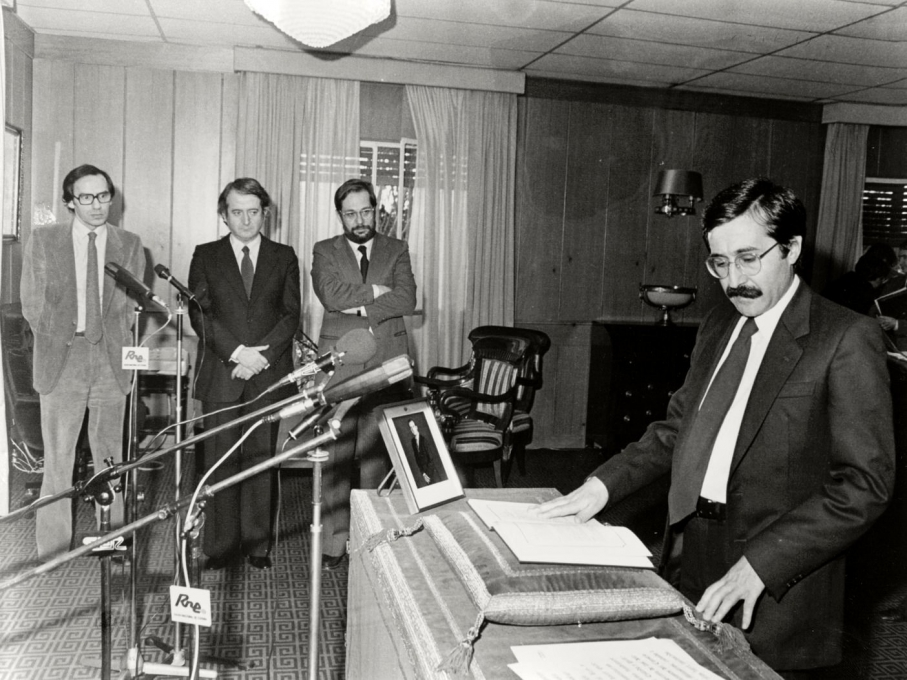
Toma de posesión de Virgilio Zapatero como ministro de Relaciones con las Cortes y de la Secretaría del Gobierno en 1986.

Fue miembro de las Cortes Constituyentes, secretario de Estado de 1982 a 1986 y ministro de Relaciones con las Cortes entre 1986 y 1993 con el PSOE, partido al que continúa afiliado. 
En noviembre de 2002 fue elegido rector de la Universidad de Alcalá, cargo que ocupó hasta febrero de 2010. Fue además vicepresidente de Caja Madrid a partir de 2010 y directivo de su sucesora Bankia hasta mayo de 2012. Es miembro de la Fundación Pablo Iglesias.
En 2014, se vio implicado en el llamado «caso de las tarjetas black», que afectó a antiguos miembros de la directiva de Caja Madrid con acceso a tarjetas de crédito opacas. Virgilio Zapatero gastó 36.000 euros con este tipo de tarjetas.
El 23 de febrero de 2017, fue condenado a ocho meses de prisión por su participación en este caso, al ser declarado culpable de un delito de apropiación indebida.
Su hijo mayor, Pablo Zapatero Miguel, fue nombrado secretario de Estado de Justicia en enero de 2020.

## Obras
Autor
- —— (1974). Fernando de los Ríos: Los problemas del Socialismo democrático. Madrid: Editorial Cuadernos para el Diálogo.
- —— (1975). Escritos sobre Democracia y Socialismo. Madrid: Editorial Taurus.
- —— (1980). Socialismo y Ética: Textos para un debate. Madrid: Ed. Debate.
- —— (1999). Fernando de los Ríos. Biografía intelectual. Granada: Diputación de Granada; Pre-Textos.[9]

Editor
- J. Bentham (2001). Nomografía o el arte de redactar leyes. Madrid: Centro de Estudios Políticos y Constitucionales.